# Disney Sequoia Lodge
Le Disney Sequoia Lodge est un hôtel du complexe de loisirs de Disneyland Paris à Marne-la-Vallée. Il ouvre le 27 mai 1992, suivant de peu l'inauguration du complexe le 12 avril 1992. Il est situé sur la rive est du lac Disney, face à Disney Village.

## Thème
L'hôtel a été dessiné par l'architecte français Antoine Grumbach. Ce dernier est le seul architecte des hôtels de Disneyland Paris à ne pas être de nationalité américaine. Il commémore l'Ouest américain dans les Rocheuses et principalement les grands chalets construits par le service des parcs nationaux américains entre 1904 et 1924.
Disney utilise en 1994 un concept similaire pour le Disney's Wilderness Lodge Resort de Walt Disney World Resort puis à nouveau en 2001 avec le Disney's Grand Californian Resort du Disneyland Resort. Le concept date réellement des années 1960 avec le Disney's Mineral King Ski Resort conçu sous la direction de Walt Disney.
Le critique américain d'architecture Paul Goldberger le trouve « étonnamment plus réussi » que le Disney Newport Bay Club bien qu'il « ressemble de loin plutôt à un siège d'entreprise tentaculaire de banlieue ». Il trouve les espaces intérieurs magnifiques qui rappellent Taliesin West, la résidence d'hiver en Arizona de l'architecte américain Frank Lloyd Wright « d'une manière qui parvient à être convaincante plutôt que condescendante ».
Michael Eisner le décrit comme « le plus romantique et typiquement américain de tous nos hôtels ». Antoine Grumbach, qui a passé ses vacances dans l'Ouest américain, l'a conçu dans l'esprit des aventures à vivre à Yellowstone, Yosemite ou dans n'importe quel parc national américain. Plus précisément, le Disney Sequoia Lodge fait référence à l'architecture Prairie School de Frank Lloyd Wright, dont la conception horizontale en est venue à définir l'apparence des hôtels situés dans les Rocheuses.
Une construction en pierre solide et un parement en sequoia taillé complètent l'ambiance intérieure et extérieure de l'hôtel. Les toits verts en pente ajoutent une autre note de couleur et mettent en valeur la végétation en contrebas, composée de plus de deux mille arbres plantés pour l'ouverture (dont quatre cents jeunes sequoias importés des États-Unis). Un arbre centenaire pousse dans le lobby et fait entrer le grand air à l'intérieur, « lui donnant le charme brut d'un chalet au milieu du pays de Dieu » rapporte Andrew Lainsbury.

## Bâtiments
L'hôtel se compose d'un imposant bâtiment principal et de six chalets annexes. Ils sont tous du même style architectural Arts and Crafts : des murs recouverts de bois sombre et un toit peu incliné de couleur turquoise.
- Le bâtiment principal s'organise autour de deux cours.
  - La plus petite est une cour intérieure carrée et elle sert de hall d'entrée. De part et d'autre de la cour s'agencent la boutique, un café avec une imposante cheminée et la réception. Les bâtiments ne font qu'un seul étage sauf pour la section commune avec la grande cour.
  - La plus grande cour est un jardin rectangulaire (150 x 42 m) en bordure du lac, délimité par les ailes du bâtiment accueillant les chambres et formant une « pince ». Ces bâtiments vont de deux à cinq étages en grimpant aux intersections.
- Les cinq chalets sont des édifices rectangulaires (55 x 20 m) de deux niveaux disposés sur deux rangées le long de la rivière Rio Grande séparant l'hôtel du Disney Hotel New York – The Art of Marvel mitoyen. Chaque rangée est reliée par des passages couverts jusqu'au bâtiment principal. Le chalet le plus à l'ouest accueille la piscine et ne comporte pas de chambres. Les chalets avec des chambres portent les noms de parcs nationaux américains : Yellowstone, Yosemite, Sierra, Monterey et Big Sur.

À l'angle nord-ouest du bâtiment principal, niché entre les chalets, au nord de la cour intérieure, se trouve un barrage artificiel de castors fictifs qui retient l'eau d'une petite source artificielle. L'eau s'écoule ensuite le long du chalet de la piscine avant de se jeter dans le Rio Grande.
Le parking de l'hôtel permet de garer 775 voitures dans un espace boisé à l'est de l'entrée de l'hôtel.

## Faits divers

### Incendies
Le 11 février 1992 — soit deux mois avant l'inauguration du resort — un incendie endommage l'hôtel encore en travaux. Son origine est un court-circuit entrainé par la pluie qui s'est engouffrée car une bâche couvrant une partie du toit s'est soulevée.
Le 8 septembre 1996, des dizaines de chambres sont endommagées par un incendie ayant débuté à 6 h 45 et obligeant 1 500 clients à fuir, parfois habillés en tenue de nuit.

### Alerte à la bombe
L'hôtel est évacué le 10 janvier 2015 pour alerte à la bombe. Trois jours après l'attentat contre Charlie Hebdo et le lendemain de l'assaut de Dammartin-en-Goële, une cliente de l'hôtel crie par la fenêtre « Je suis Coulibaly. Je vais poser une bombe ». Avec 70 policiers, la police se rend en nombre sur place pour l'évacuation de 400 clients en moins d'1 h 30. Les médias français évoquent ensuite une fausse alerte.
Lors du procès tenu dans la foulée, le représentant du ministère public déclare à l'accusée : « Je pensais que vous alliez vous excuser, nous dire que c'était une mauvaise blague. Vous devez assumer vos propos, vous n'êtes pas une terroriste ». Elle est condamnée à trois mois de prison ferme.

## Services
L'hôtel comprend une salle de petit déjeuner de 144 m2 nommée Golden Forest Lounge.

### Chambres
L'hôtel compte 1 011 chambres dont 14 suites réparties dans le bâtiment principal et les cinq lodges. Des espaces de détente et de relaxation sont disposés aux angles du bâtiment principal. Les chambres font 22 m2 et les suites 55 m2.

### Restaurants et bars
Les restaurants et le bar sont situés dans le bâtiment principal entre la cour intérieure et le jardin. Les restaurants sont situés à un demi-étage situé de part et d'autre de l'entrée côté jardin. Ils possèdent une vue sur le lac.
- Hunter's Grill est situé au sud de l'entrée et a un décor inspiré des chalets des montagnes rocheuses. Il propose un buffet de cuisine internationale (365 places)
- Beaver's Creek Tavern est le pendant au nord du Hunter's Grill avec un buffet de cuisine internationale. Une terrasse est installée dans le jardin en été. (348 places)
- Redwood Bar & Lounge est un bar situé sur le flanc ouest de la cour intérieure. Il possède une cheminée haute de 15 m. (130 places)[a].

### Boutique
Northwest Passage propose divers produits. Elle est située à côté du Redwood Bar & Lounge.

### Activités annexes
La piscine Quarry Pool possède un bassin dont une partie découverte. À l'intérieur, en plus du bassin et d'un toboggan, les clients peuvent profiter d'un jacuzzi et d'une salle de remise en forme.